# Sergio Manoel Barbosa Santos
Sergio Manoel Barbosa Santos, mais conhecido como Sérgio Manoel (Xique-Xique, 8 de setembro de 1989 — La Unión, 28 de novembro de 2016), foi um futebolista brasileiro que atuou como volante. Sua última atuação foi pela Chapecoense.

## Carreira
Em abril de 2012, Sergio Manoel foi contratado pelo Coritiba.

## Morte
Ver Artigo Principal: Voo 2933 da Lamia
Sérgio Manoel foi uma das vítimas fatais da queda do Voo 2933 da Lamia, no dia 28 de novembro de 2016. A aeronave transportava a equipe do Chapecoense para Medellin, onde disputaria a primeira partida da final da Copa Sul-Americana de 2016. Além da equipe da Chapecoense, a aeronave também levava 21 jornalistas brasileiros que cobririam a partida contra o Atlético Nacional (COL).

## Títulos
Coritiba
- Campeonato Paranaense: 2013

Chapecoense
- Copa Sul-Americana: 2016[4]